# Henri Garnault
Pour les articles homonymes, voir Garnault.
Henri Jules Noël François Garnault, né le 9 mai 1820 à La Rochelle et mort le 25 mai 1906 à Toulon, est un amiral français.

## Biographie
Il participe à la guerre de Crimée comme lieutenant de vaisseau embarqué sur le vaisseau amiral Ville-de-Paris. À la suite du siège de Sébastopol en 1854, il est promu capitaine de frégate.
Il devient contre-amiral le 22 juillet 1870 ainsi que major général de la marine du troisième arrondissement maritime, à Lorient, du 22 juillet 1870 au 28 novembre 1871.
Il est ensuite commandant en chef de la division navale des mers de Chine et du Japon du 17 mars 1872 au 5 mai 1874.
Il revient à Paris comme chef d'état-major général et chef du cabinet militaire du ministre de la marine et des colonies du 1er octobre 1874 au 11 mars 1876. Nommé Vice-amiral le 26 mars 1877, il occupe les fonctions de préfet du quatrième arrondissement maritime, à Rochefort, de mars 1877 au 19 octobre 1878.
Commandant en chef de l'escadre d'évolutions, du 12 novembre 1879 au 21 octobre 1881, il dirige les opérations marines de la campagne française de conquête de la Tunisie en 1881, marquée notamment par les prises des villes côtières de Tabarka (avril), Bizerte (1er mai), Sfax (16 juillet) et Gabès (24 juillet) ainsi que l'île de Djerba (fin juillet). Peu après, le 5 août, Garnault reçoit le grand cordon du Nichan Iftikhar des mains de Sadok Bey à La Goulette. Il participe également à la prise de Sousse un mois plus tard, le 11 septembre.
Il est en outre membre de divers conseils et commissions : Conseil d'Amirauté (11 mars 1876-1er juillet 1877 et 21 octobre 1881-9 mai 1885 comme vice-président), Conseil des travaux de la marine (19 octobre 1878-15 octobre 1879 comme président), Commission de défense des côtes (1879), Conseil de perfectionnement de l'École polytechnique (1883-1885) et Conseil supérieur de la marine (1894-1900).
Il est enterré au cimetière central de Toulon.

## Distinctions
- Commandeur de la Légion d'honneur, le 14 août 1866 ;
- Grand officier de la Légion d'honneur, le 11 janvier 1876 ;
- Grand-croix de la Légion d'honneur, le 28 décembre 1882 ;
- Médaille militaire, le 4 septembre 1881 ;
- Grand cordon (grand croix) du Nichan Iftikhar, le 5 août 1881.